# 環境プランナー
環境プランナー（かんきょうぷらんなー）とは、環境に関する民間資格のひとつであり、評価・登録制度及び研修機関の認定は一般社団法人環境プランニング学会（会長は山本良一東大名誉教授）が行っている。2013年（平成25年）1月時点で約2,200人の有資格者が登録されている。

## 概略
ビジネスと環境の両立を組織のために提言・実行及び指導ができる人材の育成を目的に、平成13年に創設された。資格制度では「環境プランナーベーシック」「環境プランナー」「環境プランナーER」「環境プランナーERO」という４つのグレードがあり、資格要件は、環境に関する学士・修士・博士課程などの在籍や2年以上の業務経験および20時間以上の専門講義の修了等があり、各修了試験に合格することが義務づけられている。環境プランナー登録者総数は、2013年1月時点、約2,200人 となっている。（環境プランニング学会公表）

## 資格の位置づけ
中位資格である環境プランナーERが、環境省の中小企業向けEMS（環境マネジメントシステム）「エコアクション21」における審査人の受験資格のひとつとなっている。

## 関連機関
- 登録・評価　特定非営利活動法人環境アリーナ研究機構
- 研修機関　株式会社テクノファ